# Ленино (Астраханская область)
Ленино — село в Енотаевском районе Астраханской области, административный центр Табун-Аральского сельсовета. Основано в XIX веке как деревня Тюменевка
Население — 895 (2010)

## Общая физико-географическая характеристика
Село расположено в пределах Прикаспийской низменности, на границе Чёрных земель и Волго-Ахтубинской поймы, на правом, высоком, берегу ерика Енотаевка, на высоте 15 метров ниже уровня мирового океана.Почвы бурые солонцеватые и солончаковые. Почвообразующие породы — пески.
По автомобильной дороге расстояние до областного центра города Астрахани составляет 100 км, до районного центра села Енотаевка — 41 км. У села проходит федеральная автодорога «Каспий»
Климат
Климат резко-континентальный, крайне засушливый (согласно классификации климатов Кёппена-Гейгера — Bsk). Среднегодовая температура воздуха положительная и составляет + 9,4 °C, средняя температура самого холодного месяца января — 6,5 °C, самого жаркого месяца июля + 25,0 °C. Расчётная многолетняя норма осадков — 233 мм. Наименьшее количество осадков выпадает в феврале (13 мм), наибольшее в июне (26 мм)

## История
В XIX веке на месте современного села располагалось калмыцкое поселение Тюменевка, также известное как Чёрная Гряда. Согласно Списку населённых мест Астраханской губернии в 1859 году в калмыцкой деревне Тюменевке, расположенной при урочище Табин-Аралце и реке Енотаевке, имелось 30 дворов, «ламайский хурул», проживало 94 души мужского и 95 женского пола. Под данным названием поселение отмечено на карте Европейской России 1909 года. Вероятно, название поселение получило по расположению в нём одной из усадеб калмыцкого князя Тюменя.
Энциклопедический словарь Ф. А. Брокгауза и Е. И. Ефрона приводил следующие данные о Тюменевке по состоянию на конец XIX—начало XX века: «Тюменевка (Эрге) — сельцо Астраханской губернии, Енотаевского уезда, на берегу реки Волги, в 37 верстах от уездного города. Главная ставка Хошеутовского улуса. Жителей 236; 3 ламайских хурула, 2 лавки, аптека; 2 рыболовные ватаги».
Поскольку село располагалось ровно посередине между казачьими станицами Косика и Сероглазовка оно получило неофициальное название — Половинка. С 1901 года в Тюменевку стали прибывать русские пересленцы с верховьев Волги, в частности с территории современной Волгоградской области — из сел Камышино, Таловка, Чиханастовка, Ежовка, Липовка. В 1905—1906 годах в селе насчитывалось уже 150 дворов.
Считается, что годы Гражданской войны жители села поддержали красных, и что в районе села был бой между местными и отрядом белых под предводительством атамана Полякова, за что на имя жителей села пришла благодарность из Астрахани, но документальных подтверждений нет.
Позже центральная власть переименовала село в Ленино.
В 1968 году с центром в селе Ленино образуется Табун–Аральский сельсовет. В феврале 1969 года к откормочному совхозу «Табун-Арал» присоединяют земли колхоза «Путь к коммунизму». Центральная усадьба объединённого хозяйства расположилась в селе Ленино. В 1981 году были открыты новое здание почты, медицинского пункта, КБО, появился благоустроенный гараж с теплыми боксами. 1 мая 1985 года был открыт сельский клуб, в честь 40 — летия Победы был разбит парк и открыт обелиск воинам погибшим в Великой Отечественной войне. В 1989 году начали строить новую среднюю двухэтажную школу.

## Население
Динамика численности населения
| 1859 |
| ---- |
| 189  |

| 2002 | 2010 |
| ---- | ---- |
| 836  | ↗895 |

## Известные уроженцы, жители
В селении детские и юношеские годы провёл Фёдор Евстафьевич Субботин, советский прозаик, поэт и журналист, член Союза писателей СССР.